# 엔네디주

엔네디주

엔네디주(프랑스어: La région de l'Ennedi, 아랍어: منطقة إنيدي)는 차드 북동부에 위치한 주로, 주도는 파다이며 2개 현(엔네디현, 와디하와르현)을 관할한다. 2008년 보르쿠엔네디티베스티주에서 분리되어 신설되었다.